# Chery E3
La Chery E3 (codice progettuale A19) è una autovettura berlina prodotta dal 2013 al 2021 dalla casa automobilistica cinese Chery Automobile.

## Descrizione

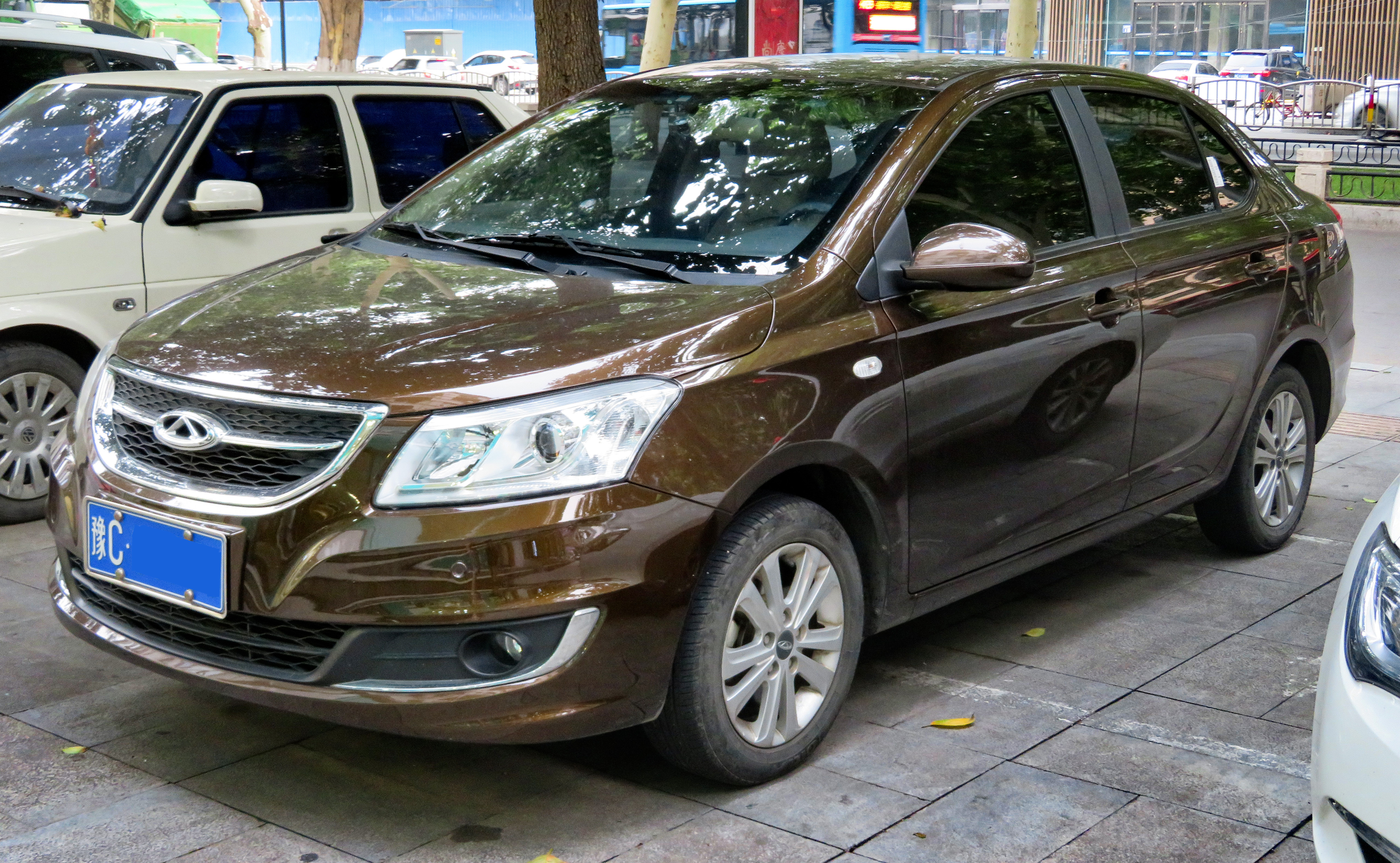
E3 restyling

Durante le fasi di sviluppo e di progettazione, la vettura era nota con il nome in codice A19.
La Chery E3 è stata lanciata sul mercato automobilistico cinese il 12 settembre 2013, collocandosi al di sotto dei modelli Chery E5 e Cowin 3.
Ad alimentare la Chery E3 vi è un motore a benzina Acteco da 1,5 litri che eroga 109 CV (80 kW) e 140 Nm, abbinato a un cambio manuale a cinque marce. Le sospensioni anteriori adottano lo schema con montanti MacPherson, mente quelle posteriori adottano uno schema ad assale rigido con barra di torsione.
Nel 2017 la vettura è stata sottoposta ad restyling che ha interessato la griglia frontale caratterizzata da un nuovo disegno ed è stata introdotta una nuova trasmissione automatica a quattro rapporti.